# Cullumanushummel
Die Cullumanushummel (Bombus cullumanus) ist eine seltene und stark gefährdete Art aus der Gattung der Hummeln (Bombus) innerhalb der Ordnung der Hautflügler (Hymenoptera).

## Merkmale
Die Königin und die Arbeiterinnen sind schwarz mit rötlichem Hinterleib. Dadurch sind sie sehr schwer von der Steinhummel zu unterscheiden. Die Hinterbeine und der Pollenkorb sind dagegen völlig schwarz. Die Männchen haben ein anderes Aussehen und sind recht farbenfroh: die Schnauze hat einen hellen Fleck, der Kragen ist beige, der mittlere Teil ist beige mit einem schwarzen Band darüber, der vordere Teil des Hinterleibs ist beige und wird von einem schwarzen Querband abgeschlossen, darauf folgt ein rotes Ende.

## Lebensraum und Verbreitung
Die Cullumanushummel bevorzugt kalkreiche Blumenwiesen, trockene sonnige Sandflächen sowie blumenreiche Wegsäume und Landwirtschaftsflächen. Beobachtet wurde die Art z. B. auf Skabiosen-Flockenblumen  und Brombeerbüschen. Nester wurden bisher nicht gefunden, doch es wird vermutet, dass diese unterirdisch liegen, z. B. in verlassenen Mäuse- oder Wühlmaushöhlen.
Die Art ist in Westeuropa von den Pyrenäen nordwärts bis Schweden verbreitet. Allerdings wird eine deutliche Abnahme der Populationen verzeichnet.

## Systematik
Früher wurden zwei osteuropäische Formen zu dieser Art gerechnet, doch diese haben heute selbst Artstatus (Bombus serrisquama  und Bombus appolineus).

## Gefährdung
Der Bestand dieser Hummel hat sich in den letzten Jahren dramatisch verringert und heute gibt es nur noch in den Pyrenäen und im Zentralmassiv gesicherte Populationen. In Westeuropa gilt die Art als stark gefährdet. In Deutschland gilt die Art als ausgestorben.